# Sovrani del Rheged
Lista dei sovrani del Rheged
- Gwrast Lledlwm (c. 470 - c. 500)
- Meirchion Gul (c.  500 - 535)

Il regno sarebbe stato diviso tra i suoi figli in Rheged settentrionale e Reghed meridionale (che però non è documentato).

## Re del Rheged meridionale
- Elidyr Llydanwyn (535 - c. 555)
- Llywarch Hen ap Elidyr (c. 555 - c. 590) morto 634

Il Rheged meridionale fu conquistato dagli anglosassoni e re Llywarch Hen fu esiliato nel regno del Powys, dove visse fino al 634 come un poeta. 

## Re del Rheged settentrionale
- Cynfarch Oer (nato attorno al 460)
- Urien Rheged (regno 535 - 590)
- Owain mab Urien (regno 590 - c. 593)
- Elffin map Owain (regno c. 597 - c. 616)
- Rhoedd map Rhun (regno c. 616? - c. 638?)

La principessa Rhiainfelt, figlia dell'ultimo re del Rheged, Rhoedd, sposò il principe Oswiu, che poi divenne re della Northumbria. Dopo la morte di re Rhoedd, attorno al 638, sembrerebbero non esserci stati eredi vivi e quindi il territorio passò ai northumbriani.